# Triok à longs doigts
Dactylopsila palpator
Espèce
Le Triok à longs doigts (Dactylopsila palpator) est une espèce de marsupiaux de la famille des Petauridae. On le trouve en Indonésie et Papouasie-Nouvelle-Guinée.